# Trådstjärtad svala
Trådstjärtad svala (Hirundo smithii) är en tätting i familjen svalor och en av få fågelarter som förekommer både i Afrika och södra Asien.

## Kännetecken

### Utseende
Trådstjärtad svala är en 18 centimeter lång fågel som fått sitt namn för sina mycket långa förlängda yttre stjärtpennor. Den har lysande blå ovansida, kritvit undersida och kastanjefärgad hjässa. Könen liknar varandra, men honan har kortare "trådar". Ungfågeln saknar dem helt och har mer brun hjässa. Asiatiska fåglar är större och har längre stjärt än afrikanska.

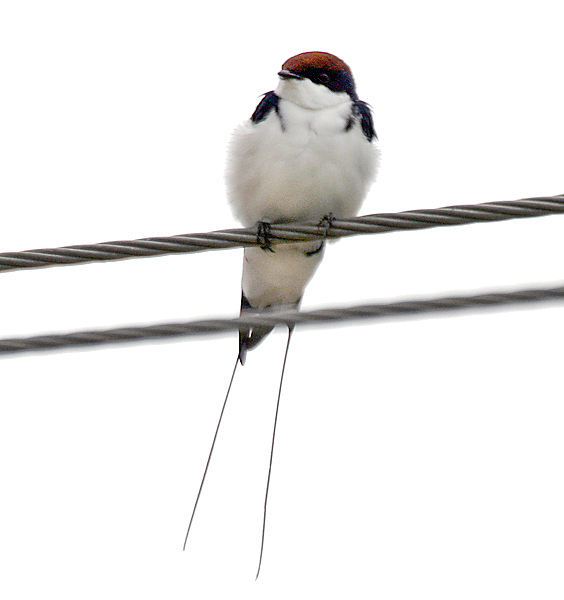
Underarten filifera.
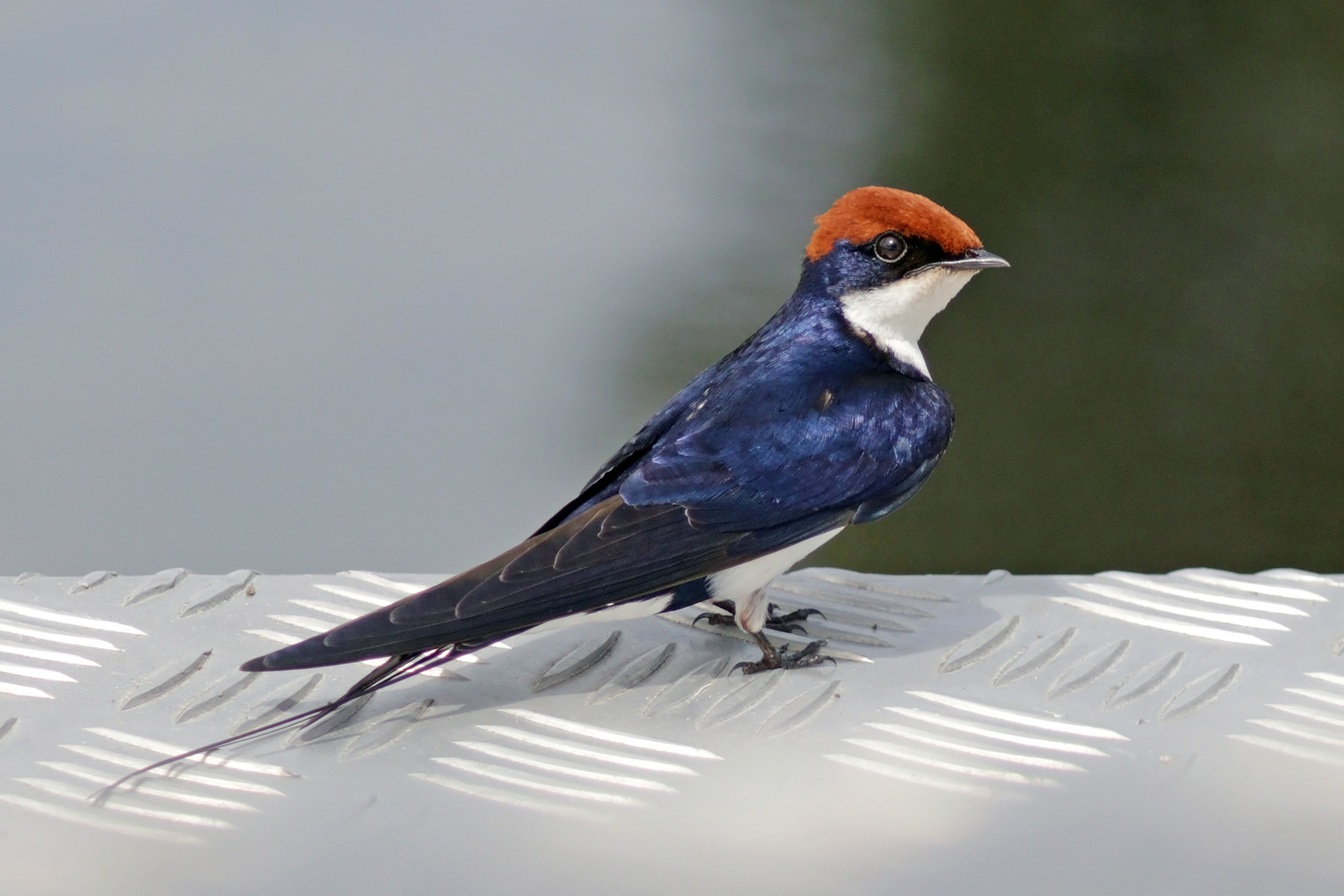
Underarten smithii.
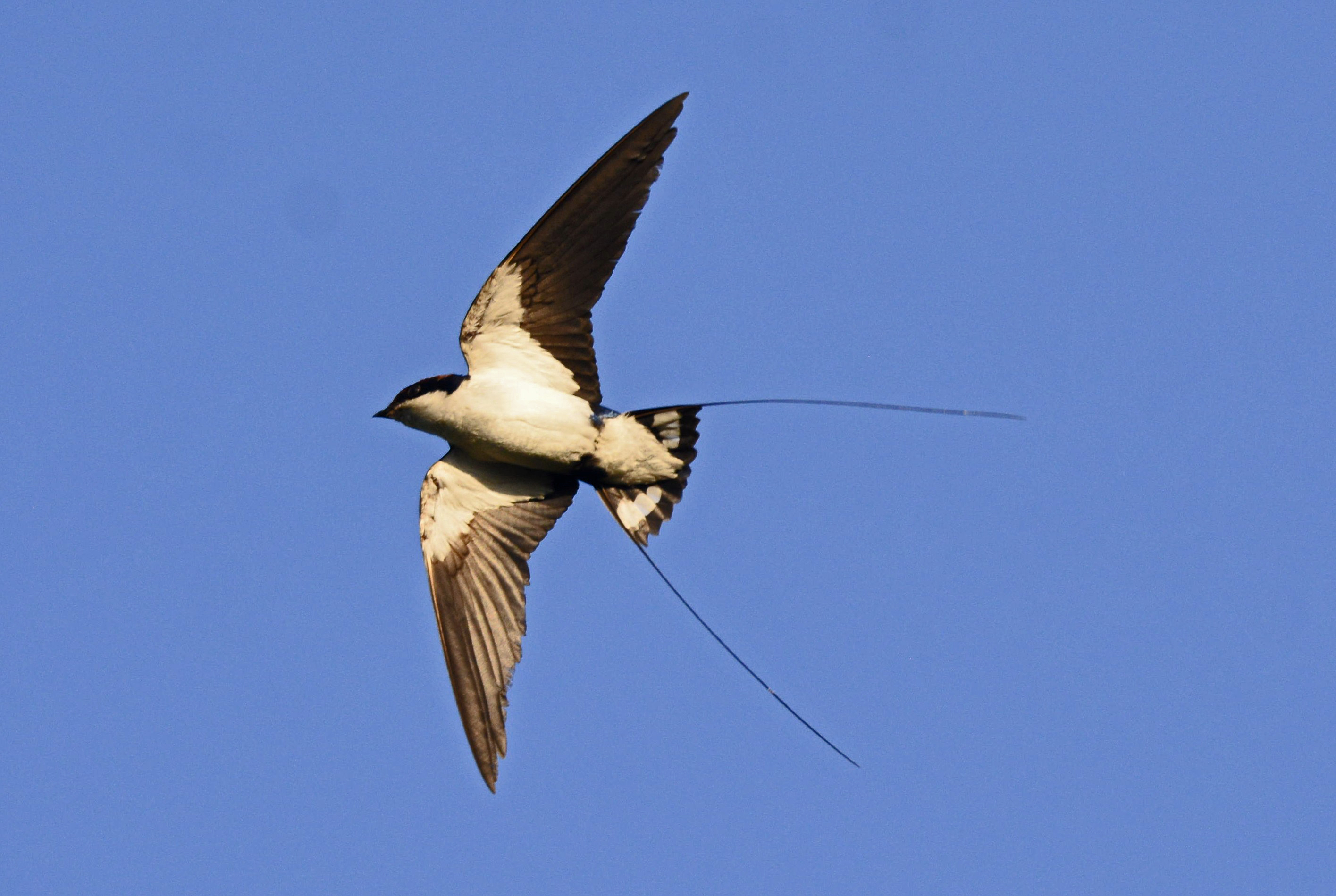
Underarten filifera i flykten.

### Läten
Trådstjärtade svalans läte beskrivs i engelsk litteratur som ett vasst och metalliskt "tchik", medan sången är ett kvittrande "chirrik-weet chirrik-weet".

## Utbredning och systematik
Trådstjärtad svala delas in i två underarter med följande utbredning:
- Hirundo smithii smithii – förekommer utbrett i Afrika söder om Sahara
- Hirundo smithii filifera – förekommer från Afghanistan och Baluchistan till Indien, Myanmar och Indokina

Trådstjärtad svala är huvudsakligen stannfågel, men populationer i Pakistan och norra Indien flyttar söderut vintertid. Fågeln är en sällsynt gäst i Oman och Förenade arabemiraten. Ett tidigare fynd från Egypten har avfärdats.

## Levnadssätt
Denna fågel påträffas i öppet landskap nära vatten och bebyggelse. Den flyger snabbt och livnär sig liksom svalor generellt huvudsakligen av insekter, framför allt flugor, som den fångar i flykten. Den ses typiskt flygande lågt över vatten som de oftare associeras med än de flesta andra svalarter. 

### Häckning
Boet, en boskål som fodrats med lera, placeras på en vertikal yta nära vatten under ett klippöverhäng eller vanligare på av människan skapade strukturer som byggnader och broar. I Afrika lägger den tre till fyra ägg, i Asien upp till fem. Trådstjärtad svala är ensamlevande och hävdar revir, olikt många andra svalor som häckar i kolonier.

## Status och hot
Arten har ett stort utbredningsområde och en stor population, och tros öka i antal. Utifrån dessa kriterier kategoriserar internationella naturvårdsunionen IUCN arten som livskraftig (LC).

## Namn
Fågelns vetenskapliga artnamn hedrar Christen Smith (1785-1816), norsk botaniker, naturforskare och samlare av specimen verksam i Kanarieöarna 1815 samt Kap Verde-öarna och Kongoriket 1816.